# Ringorm
Ringorm er en sygdom, der ikke er forårsaget af orm men derimod af en svamp. Sygdommen kendes også under betegnelsen kropssvamp og blev tidligere kaldt skurv. Den medicinske betegnelse for ringorm er tinea corporis eller dermatofytosis corporis.
Ringorm kan skyldes infektion med en af tre slægter af hudsvamp: Epidermophyton, Microsporum og Trichophyton. 
Hudsvamp forekommer almindeligt hos de fleste pattedyr, og for det meste lever dyret og svampen i fredelig sameksistens uden, at dyret har symptomer.
Ringorm viser sig ved runde/ovale, ru, stærkt kløende og skællende, røde pletter på huden og/eller i hovedbunden. Pletterne vokser i størrelse, med opheling i midten, som får dem til at se ud som røde ringe med hvidt centrum. Der kan forekomme fra ganske få, til adskillige ringformede pletter. 
I husdyrproduktionen ses oftest symptomer i kalvebesætninger med dårlig hygiejne. Mennesker og især børn smittes via direkte kontakt til dyr som katte, hunde, kalve, heste og gnavere. Symptomerne kan være forskellige og afhænger af alder, køn, hudens tilstand samt personens immunstatus.
Smitte kan forebygges ved at der opretholdes et højt hygiejneniveau og ved, at smittede dyr behandles. Desuden bør man undgå nærkontakt med dyr, som mistænkes for at være smittet, og bruge egnede handsker, når disse dyr håndteres.
Særligt udsatte er:
- Beskæftigede i landbrug, som håndterer pelsdyr, kvæg, heste og hjorte.
- Slagterimedarbejdere der arbejder med afhudning.
- Personer som håndterer smittede hunde og katte.

## Behandling
Behandlingen består som regel af lokalbehandling med et topikalt antimykotisk middel (f.eks. en creme, gel, kutanopløsning eller pudder). Hyppigst anvendt er terbinafin (handelsnavn: Lamisil®) eller miconazol (handelsnavn: Brentan®).